# Ixia brevituba
Ixia brevituba är en irisväxtart som beskrevs av Gwendoline Joyce Lewis. Ixia brevituba ingår i släktet Ixia och familjen irisväxter. Inga underarter finns listade i Catalogue of Life.